# Irstead
Irstead är en by i civil parish Barton Turf, i distriktet North Norfolk, i grevskapet Norfolk i England. Byn är belägen 6 km från Wroxham. Irstead var en civil parish fram till 1935 när blev den en del av Barton Turf. Civil parish hade 113 invånare år 1931.